# あさカブ
『あさカブ』は、2009年2月2日から2009年12月30日までテレビ東京系で放送していた株式経済のミニ番組。キャスターはニュースモーニングサテライトでお天気も担当している井口玲音。
株価解説はカブドットコム証券の証券アナリストが行う。

## 放送時間
- 2009年2月2日 - 2009年3月27日 平日6:40 - 6:45（生放送）
- 2009年3月30日 - 2009年9月25日 平日6:35 - 6:40（生放送）
- 2009年9月28日 - 2009年12月30日 平日6:40 - 6:45（生放送）
- 直前番組である『ニュースモーニングサテライト』の放送が無い祝日等は、この番組も放送が無い。

## ネット局
- TXN6局同時ネット。
  - テレビ東京（制作局）
  - テレビ北海道
  - テレビ愛知
  - テレビ大阪
  - テレビせとうち
  - TVQ九州放送

## 出演者
- 井口玲音
- カブドットコム証券アナリスト
  - 山田勉（月曜、隔週木曜）
  - 河合達憲（火曜、隔週木曜）
  - 臼田琢美（水曜）
  - 藤本誠之（金曜）